# Vakliteratuur
Vakliteratuur is het geheel aan publicaties dat specifieke informatie bevat over één bepaald onderwerp. Vakliteratuur kan ook behoren tot de wetenschappelijke literatuur en dan omvatten alle publicaties over een afgebakend deelgebied van de wetenschap: sociale geografie, meteorologie, natuurwetenschap, rechtspraak, economie, of ook specifiekere terreinen die op zich weer onder grotere vakgebieden vallen (bijvoorbeeld de biomechanica die onder de natuurwetenschap valt). Vakliteratuur heeft dus in principe geen overlapping met literatuur in de betekenis van "letteren", dat wil zeggen met een geheel of gedeeltelijk fictieve inhoud: romans, poëzie, toneel.
Vakliteratuur kan de vorm aannemen van boeken (monografieën), artikelen, bundels met artikelen, internetpublicaties of zelfs bijzondere websites. Zeer algemene naslagwerken als encyclopedieën worden niet tot de vakliteratuur gerekend. Bij specifieke encyclopedieën die zich op een bepaald vakgebied concentreren kan dat wel het geval zijn.
Zo goed als elk beroep en elke studie maakt gebruik van vakliteratuur. Aan universiteiten en hogescholen zijn de vakreferenten belast met de aanschaf van vakliteratuur; zij ondersteunen vakgroepen of leerstoelgroepen. Ook grote openbare en universiteitsbibliotheken hebben voor specifieke terreinen vaak vakreferenten in dienst.